# Morové epidemie v českých zemích
České země se v historii stávaly obětí moru opakovaně. Pravý mor se začal v Evropě a posléze i v Českých zemích objevovat ve 14. století. První epidemie zasáhla české území v roce 1349, poslední pandemie zasáhla české země v letech 1713–1715, od roku 1749 se už mor na českém území neobjevil. Vystřídaly jej epidemie cholery, tyfu a stálá hrozba tuberkulózy.

## Epidemie

### 14. století
- 1349, 1350 Nejdříve jižní Moravu, o rok později Čechy zasáhla jen malou měrou Černá smrt, epidemie, s kterou se mor po několika staletích opět vrátil do Evropy.[3] Její důsledky byly nejničivější v evropské historii, ztráty se odhadují na 1/3–1/2 obyvatelstva.[1]
- 1357–1363 Druhá vlna evropské epidemie zasáhla české země citelněji. Postupně zasahovala jednotlivé kraje, některé i opakovaně. Je doloženo, že z 39 správců far v Kladsku jich zemřelo nejméně 17.[3]
- 1369–1371 menší epidemie[3]
- 1380–1382 jedna z největších epidemií,[3] desítky tisíc obětí
- 1390 menší epidemie[3]

### 15. století
- 1403–1406 menší epidemie[3]
- 1414–1415 menší epidemie, vliv na radikalizaci husitů[3]
- 1421 zejména v Kutné Hoře, zemřeli čeští páni Petr Zmrzlík ze Svojšína a Oldřich Vavák z Hradce[3]
- 1424 nespolehlivá kronikářská zpráva o moru v Podolsku, teoreticky by mohl být příčinou smrti Jana Žižky z Trocnova[3]
- 1425 menší epidemie[3]
- 1433–1434 zprávy o moru, nejspíše však hladomor[3]
- 1439[3]
- 1445[3]
- 1451 obětí v Mělníku i císařovna a královna vdova Barbora Celjská[3]
- 1463–1464[3]
- 1473[3]
- 1482–1483[3]
- 1495 snad hladomor, protože pramen zmiňuje drahotu[3]

### 16. století
- 1507 dle Starých letopisů silnější než předchozí a umíraly hlavně děti a mladí[3]
- 1520–1521 jeden z nejhorších morů u nás, zemřel mj. Viktorin Kornel ze Všehrd
- 1560
- 1568[4]
- 1582 květen až říjen v Praze (v létě jen na Malé Straně 20 mrtvých denně), částečně rozšířen i po Čechách.[5] Na Slánsku v ten čas vymřela celá řada lidí. Moru podlehla např. celá pětičlenná rodina rytíře Petra Voka Žďárského ze Žďáru a na Velkém Kvíci.[6]
- 1597–1599 řádil v Čechách tzv. „hlavní mor“[7]
- 1598 dle slánského měšťana Václava Kněžoveského: „A tak téhož létha byl mor po království Českém po miestech a místech. Nejprve se začal v Žatci, potom v Plzni, potom v Lounech, v Praze a jinde po vesnicích, až na posledy i zde (tj. ve Slaném) se začal hned brzo po jarmarce...“[8]
- 1599 před morem v Praze utíká do Plzně císař a král Rudolf II. se svým dvorem. V Plzni setrval až do počátku června 1600.

### 17. století
- 1622–1623 morové ráně podlehli například první manželka a dva synové Jana Amose Komenského
- 1632 mor se rozšířil z italské Lombardie
- 1655
- 1665
- 1679–1680, resp. 1681[9] Rozsáhlá epidemie. Mor se v roce 1679 rozšířil z Vídně při tzv. Velkém vídeňském moru na Moravu a do jižních Čech. V roce 1680 řádil zvláště v Praze, kde dle úředních záznamů zemřelo dvanáct tisíc lidí, téměř třetina obyvatel. Silně byly postiženy i střední Čechy, nejvíce u hlavních silnic, kde byla místy úmrtnost i přes 50 %. Naopak horským oblastem se mor vyhnul.[10] Epidemie měla asi 100 tisíc obětí, předposlední velká epidemie, vedla k reorganizaci péče o hygienu a čistotu ulic.[1]

### 18. století
- 1713–1715, resp. už od 1711, poslední velká epidemie. Epidemie přišla roku 1713 z Uher do Rakous a Čech, roku 1714 zasáhla Moravu a doznívala ještě roku 1715. Silně byla postižena Praha, kde dle úředních záznamů zemřela víc než čtvrtina obyvatel, třináct tisíc osob.[11] V Čechách zemřelo 200 tisíc lidí. Poté začala ve velkých městech vznikat primitivní kanalizace a výskyt morových epidemií v západní a střední Evropě byl zcela potlačen.[1]
- 1770–1772, zvýšený výskyt morových onemocnění během velkého hladomoru v českých zemích v rámci neúrody a dozvuků hospodářského vyčerpání země po sedmileté válce.

## Společenské a kulturní důsledky

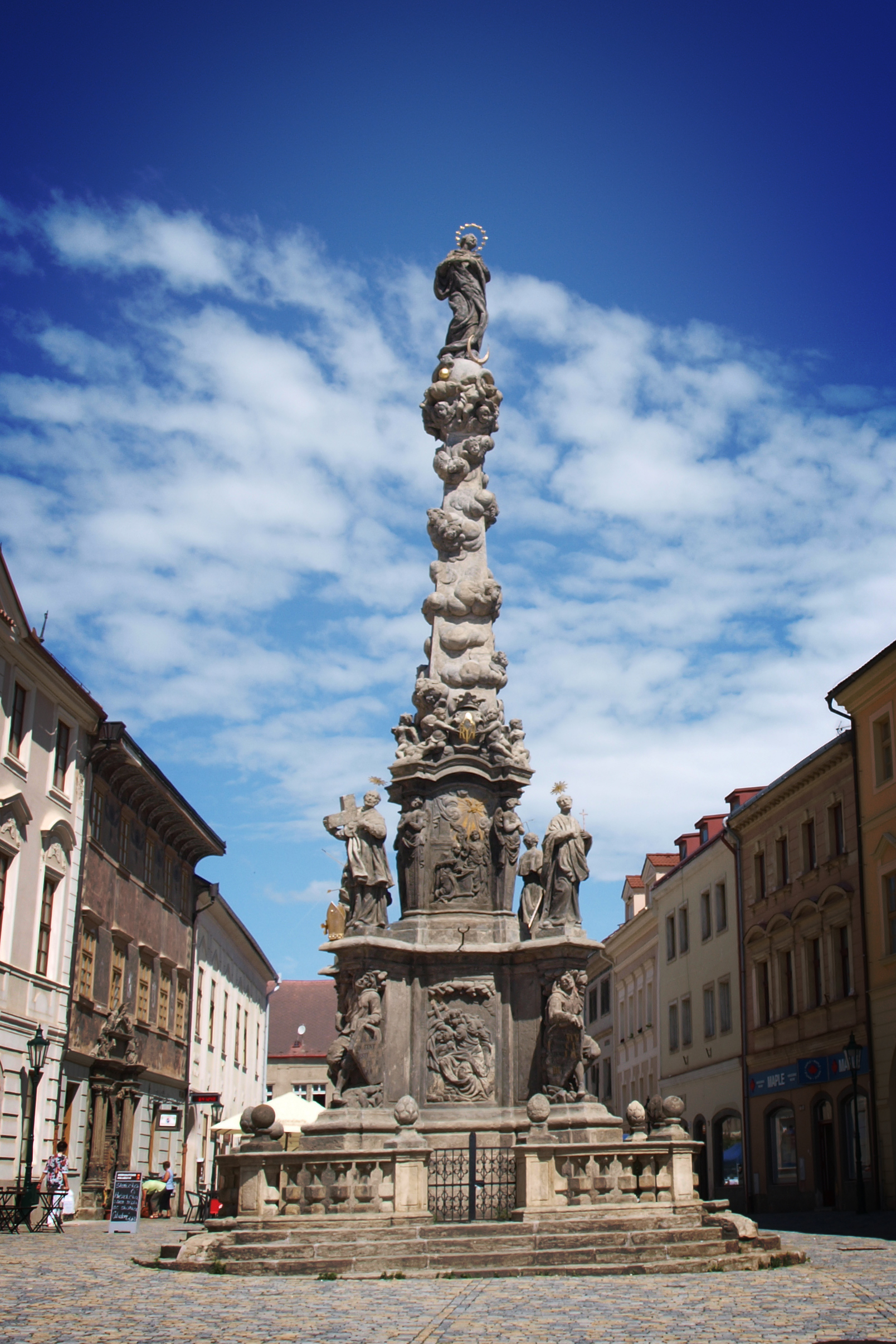
Nespočet náměstí bylo zkrášleno morovými a mariánskými sloupy, jako výrazy proseb a díků za ochranu před zkázami epidemií. Zde morový sloup v Kutné Hoře

Ve středověku byly morové rány často chápány jako boží trest. To stimulovalo rozvoj různých hnutí, od kajícných flagelantů po husity kritizující panující mravy a nepravosti. Řádění morových epidemií zdůrazňovalo téma smrti, které se objevuje ve výtvarném umění. Jako ochránce proti moru byl uctíván svatý Šebestián, v 15. století po záchraně Kostnice v době koncilu se šíří kult svatého Rocha.
V období baroka byly jako poděkování za odvrácení moru stavěny morové sloupy, ale téma morových ochránců má například i štuková výzdoba domu U Zlaté studně v Praze. V baroku se také plejáda svatých ochránců rozšiřuje, přibývá např. Svatá Rozálie (její ostatky prý zažehnaly epidemii v Palermu r. 1624) nebo Karel Boromejský (ošetřoval nemocné při moru v Miláně r. 1576).